# Nzingha Stewart
Nzingha Stewart (...) è una regista, produttrice cinematografica e produttrice televisiva statunitense.

## Biografia
Nzingha Stewart ha iniziato la sua carriera dirigendo video musicali, per poi passare all'industria televisiva e cinematografica nel 2010 con il dramma For Colored Girls come produttore esecutivo. Ha diretto i film Con questo anello (With This Ring) nel 2015 e Love by the 10th Date nel 2017.
Nel 2019 ha diretto il lungometraggio Tall Girl distribuito da Netflix. Nel 2021 ha diretto diversi episodi della serie Maid.

## Filmografia parziale

### Regia
- Major Crimes (2015-2017) - serie TV
- Con questo anello (With This Ring) (2015) - film tv
- Love by the 10th Date (2017)
- Tall Girl (2019)
- Maid (2021) - serie TV

### Produttrice esecutiva
- For Colored Girls, regia di Tyler Perry (2010)
- Resolved (2014) - film TV
- Tall Girl 2 (2022)
- Never Better (2022)